# Nyabigugu (vattendrag i Burundi, Gitega)
Nyabigugu är ett vattendrag i Burundi.   Det ligger i provinsen Gitega, i den centrala delen av landet, 70 km sydost om huvudstaden Bujumbura.
Omgivningarna runt Nyabigugu är en mosaik av jordbruksmark och naturlig växtlighet. Runt Nyabigugu är det tätbefolkat, med 286 invånare per kvadratkilometer.